# Harold Little
Harold Little, né le 27 juillet 1893 à London (Ontario) et mort en 1958, est un rameur d'aviron canadien.

## Palmarès

### Jeux olympiques
- Paris 1924
  -  Médaille d'argent[1].